# 뱅상 카셀
뱅상 카셀(Vincent Cassel, 1966년 11월 23일 ~ )은 프랑스의 배우이다. 아버지 장피에르 카셀, 동생 세실 카셀 등도 배우업에 종사하고 있는 배우 집안 출신이다. 모니카 벨루치와 1999년 결혼해 2013년 이혼할 때까지 결혼 생활을 했다.
1989년 영화 《Les cigognes n'en font qu'à leur tête》(황새들은 제멋대로다)로 데뷔하였다. 2008년 도쿄 국제 영화제 최우수 남우상, 2009년 제34회 세자르상 남우주연상을 수상하기도 했다. 주로 카리스마 넘치는 악역을 전담했다.

## 출연 작품

### 영화
- Les cigognes n'en font qu'à leur tête (1989)
- 여인들 (1995, Ainsi soient-elles)
- 증오 (1995)
- 대통령의 연인들 (1995)
- 라빠르망 (1996)
- 도베르만 (1997)
- 엘리자베스 (1998)
- 잔 다르크 (1999)
- 크림슨 리버 (2000)
- 늑대의 후예들 (2001)
- 슈렉 (2001) - 목소리
- 버스데이 걸 (2001)
- 내 마음을 읽어 봐 (2001)
- 아이스 에이지 (2002) - 프랑스어 더빙
  - 아이스 에이지 2 (2006)
  - 아이스 에이지 3: 공룡시대 (2009)
  - 아이스 에이지 4: 대륙 이동설 (2012)
  - 아이스 에이지: 지구 대충돌 (2016)
- 돌이킬 수 없는 (2002)
- 블루베리 (2004)
- 스파이 바운드 (2004, Agents secrets)
- 오션스 트웰브 (2004)
- 로봇 (2005) - 프랑스어 더빙
- 디레일드 (2005)
- 사탄 (2006, Sheitan)
- 오션스 13 (2007)
- 이스턴 프라미스 (2007)
- 퍼블릭 에너미 넘버원 (2008)
- 블랙 스완 (2010)
- 더 몽크 (2011)
- 데인저러스 메소드 (2011)
- 트랜스 (2013)
- 미녀와 야수 (2014)
- 차일드 44 (2015)
- 소년 파르티잔 (2015)
- 테일 오브 테일즈 (2015)
- 어린 왕자 (2015) - 프랑스어 더빙
- 몽 루아 (2015)
- 원 와일드 모먼트 (2015)
- 단지 세상의 끝 (2016)
- 제이슨 본 (2016)
- 더 월드 이즈 유어스 (2018, Le monde est à toi)
- 블랙 타이드 (2018, Fleuve noir)
- 비독: 파리의 황제 (2018)
- 국가부도의 날 (2018) - IMF 총재 역
- 더 스페셜즈 (2018)
- 언더워터 (2020)
- 아스테릭스: 더 미들 킹덤 (2023) - 쥘 세자르 역
- 더 쓰리 머스커티어스: 달타냥 (2023) - 아토스 역
- 더 슈라우드 (2024)

### 텔레비전
- 웨스트월드 시즌 3 (2020)
- 리에종 (2023)

### 게임
- 철권 8 (2024) - 빅터 슈발리에 역